# 立ち読み

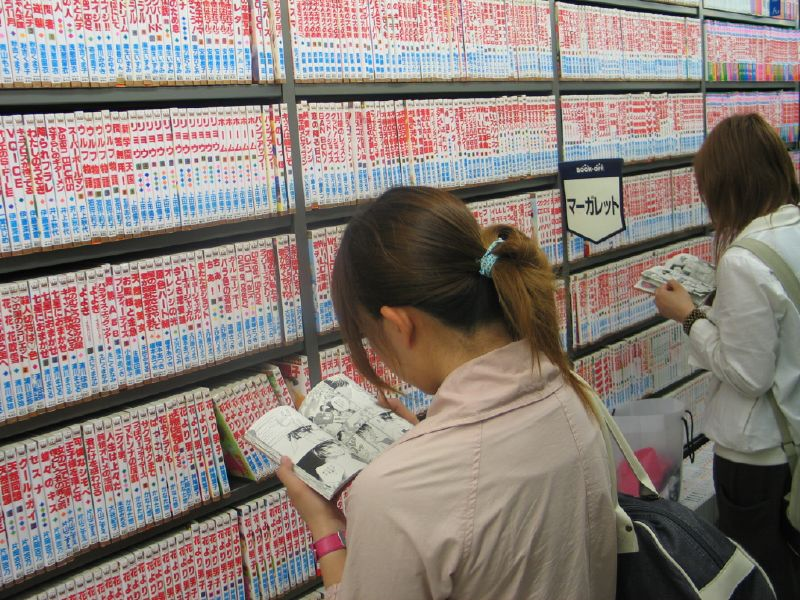
漫画本を立ち読みする女性

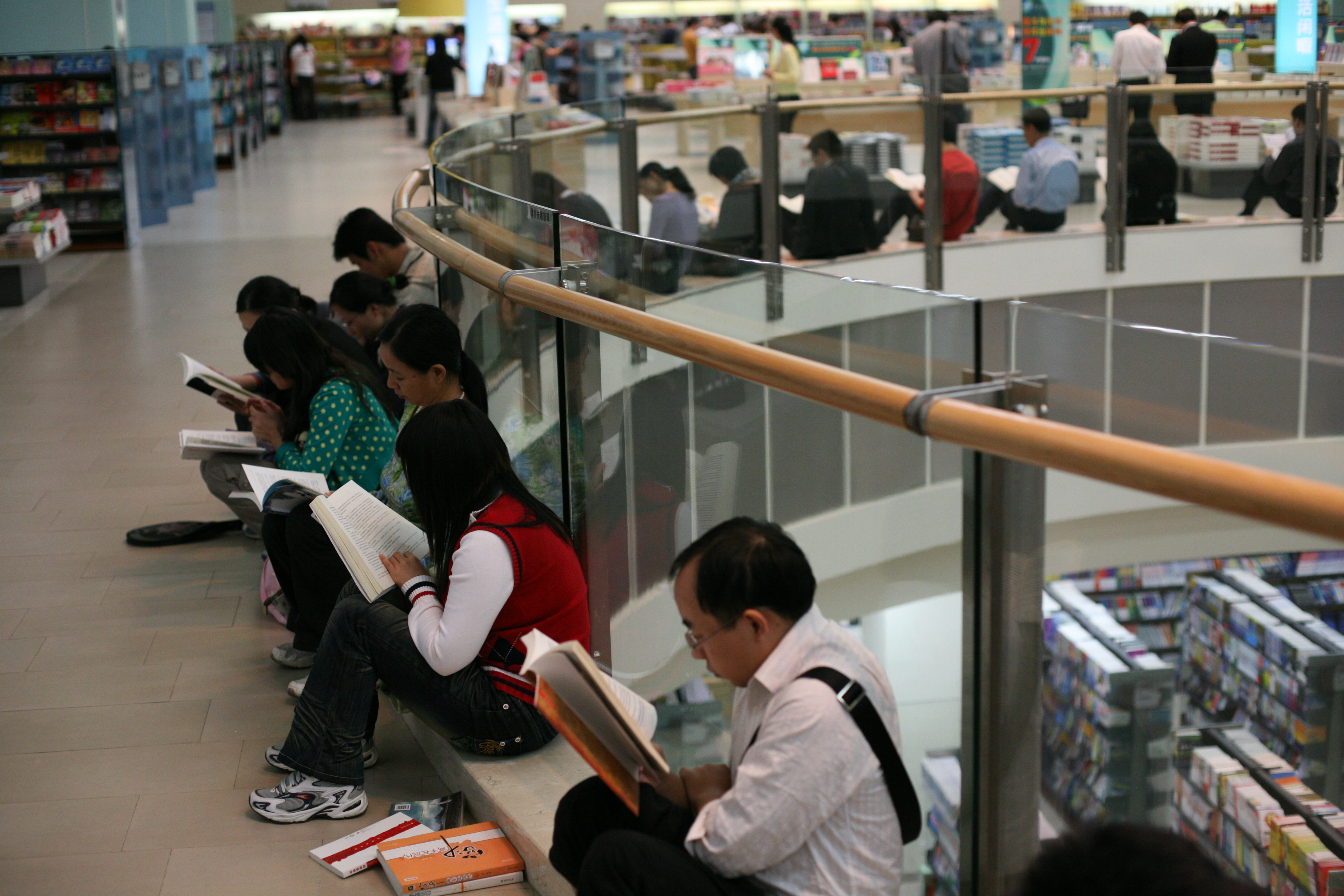
中国の書店で座り読みをする客

立ち読み（たちよみ）は、書店やコンビニで販売の為に陳列してある書籍類を、客が購入せず立ったまま読む行為である。床や椅子に座って読む場合は座り読み（すわりよみ）ともいう。

## 概要
書籍類の品定めや宣伝による販売促進（または後述する集客行為）を目的として、公衆の閲覧に供する事は必須である。しかしながら、結果として立ち読みだけで購入しない客もおり、店の儲けの妨げとなり、損害を与えているかもしれない。ただし、日本の場合だと取次との間で返本制度を採用しており、基本的に店舗側の直接的な損害にはならない。また万引きによる実際の被害額がはるかに大きい。
立ち読みを防ぐために、本の一部を袋とじにしたり、紐で十字に縛ったりプラスチックフィルムで封じたりもするケースもある。

## 肯定的見解
路面側に書籍・雑誌売り場を配置することで店内に多くの客がいるように見せかけ、集客に利用しているという見解もある。この方法は外食産業等でも使われる手法で、（特にコンビニなど）防犯効果もあるとされている。日本フランチャイズチェーン協会は「夜間、店内が無人に近い状態になるよりは、（立ち読み客とはいえ）人目にさらされていることで犯罪抑止につながる」と説明し、立ち読みを半ば容認している。ミニストップでは一部店舗を除いて雑誌コーナーに「読み終えた本は元に戻してください。」という旨を記載して呼びかけている。
規模が大きい書店では椅子やテーブル、さらには自動販売機などを設置して読書可能なスペースを設置する例もある。例えば、大手書店チェーンのジュンク堂書店は、店内に椅子を並べ「座り読みOK」を掲げた書店の先駆として知られる。また、中国の書店では座り読みが一般的に容認されており、併設のカフェで読むことも容認されている。

## 否定的見解
『コンビニのレジから見た日本人』の著者で、東京都下に4店舗のコンビニを構える竹内稔は立ち読み対策にビニールのひもで縛るなどしたところ、皮肉なことに売り上げが約2割伸びたといい、「そもそも、漫画系の雑誌を立ち読みする人は最初から買う気なんてない」「長時間の立ち読みは万引きと変わらない行為」と見解を述べた。
大手コンビニのセブン-イレブンは書籍・雑誌売り場の配置について公式サイトの「まるわかり豆知識」というコーナーの中で、「雑誌は、雑誌の購入を目的に来店されるお客様が多いので、すぐ分かるように窓側に置いています」とし、また「セブン-イレブンでは立ち読みはお断りしています」としている。